# Francisco García Hernández
Francisco García Hernández (Madrid, 8 luglio 1954) è un allenatore di calcio ed ex calciatore spagnolo, di ruolo centrocampista.

## Palmarès

### Club

#### Competizioni nazionali
- Campionato spagnolo: 2

Real Madrid: 1978-1979, 1979-1980
- Coppa di Spagna: 2

Real Madrid: 1979-1980, 1981-1982